# Zelena menestra
Zelena menestra tradicionalno je i autohtono jelo dubrovačkog kraja. U povijesnim spisima se spominje još od daleke 1480. godine. Uskoro bi se trebalo naći na popisu UNESCO-ove zaštićene nematerijalne baštine.
Iako se zelena menestra pojavljuje u raznim oblicima i u raznim dijelovima dubrovačkog kraja, prvi povijesni zapis odnosi se na konavosko jelo. Tradicija spremanja zelene menestre okrunjena je i natjecanjem u kuhanju zelene menestre koja se odvija u okviru manifestacije Mirisi Božića u Konavlima. 
Župljanima najdraže jelo, zacijelo je zelena menestra. Župljani, odvjeka ratari i uzgajivači sitne stoke od plodova svojih težačkih ruku spravljahu zelenu menestru.
Kaštradina (suha bravetina), suha svinjetina („štuk“ od pršuta (bedrena kost), panceta (slanina), svinjska glava...), te neizostavne suhe domaće kobasice, nosivi su dio zelene menestre. U vodi u kojoj se već prije skuhalo meso kuha se kupus (raštan, verza, glavati...), patate (u Konavlima kartola, krumpir) i malo larda (svinjska mast).
Servira se toplo složeno suho meso i kobasice na plitici (tacni), a kupus u dubokoj zdjeli s malo tekućine. Neizostavni začin u Župi pri uživanju u menestri je freško (svježe) izvađeni i izgratani (naribani) hren. Čaša domaćeg crnog vina je sjajan epilog objeda od menestre.